# Leptocerus agunachila
Leptocerus agunachila är en nattsländeart som beskrevs av Schmid 1987. Leptocerus agunachila ingår i släktet Leptocerus och familjen långhornssländor. Inga underarter finns listade i Catalogue of Life.